# Championnat de Pologne féminin de football 2009-2010
Navigation
Édition précédente Édition suivante
Le Championnat de Pologne de football féminin 2009-10 commence le 22 août 2009 et se termine le 3 juin 2010, sur un système aller-retour où les différentes équipes s'affrontent deux fois par phase. Le RTP Unia Racibórz  est le champion en titre.

## Clubs participants
- AZS Wrocław
- Medyk Konin
- RTP Unia Racibórz
- AZS PWSZ Biała Podlaska
- Praga Warszawa
- Mitech Żywiec

## Classement
| Rang | Équipe                  | Pts | J  | G  | N | P  | Bp | Bc | Diff |
| ---- | ----------------------- | --- | -- | -- | - | -- | -- | -- | ---- |
| 1    | RTP Unia Racibórz (T)   | 52  | 20 | 17 | 1 | 2  | 84 | 12 | +72  |
| 2    | Medyk Konin             | 39  | 20 | 12 | 3 | 5  | 57 | 33 | +24  |
| 3    | AZS Wrocław             | 34  | 20 | 10 | 4 | 6  | 56 | 27 | +29  |
| 4    | AZS PWSZ Biała Podlaska | 28  | 20 | 8  | 4 | 8  | 25 | 40 | -15  |
| 5    | Mitech Żywiec (P)       | 19  | 20 | 8  | 4 | 8  | 25 | 40 | -15  |
| 6    | Praga Warszawa          | 1   | 20 | 0  | 1 | 19 | 10 | 97 | -87  |

| Légende : Qualifications et relégations | Légende : Qualifications et relégations                                |
| --------------------------------------- | ---------------------------------------------------------------------- |
|                                         | Ligue des champions féminine de l'UEFA 2010-2011 (seizièmes de finale) |
|                                         | Barrages de relégation contre le 2e de 2e division                     |
|                                         | Relégation en 2e division                                              |
|                                         | (T) : Tenant du titre 2008-2009 (P) : Promu en 2008-2009               |